# Invitation (レーベル)
Invitation（インヴィテーション）は、ビクターエンタテインメント（二代目法人、旧：JVCケンウッド・ビクターエンタテインメント）のレコードレーベル。1977年4月設立。別名はビクター インビテーション（Victor Invitation）。

## 解説
髙橋真梨子やサディスティックス、ARB、UP-BEAT、BUCK-TICK、SOFT BALLET等のニューミュージック・ロック系のアーティスト及びグループ及び脱アイドル路線が中心。
1992年にSPEEDSTAR RECORDSが設立されるまで、ビクターエンタテインメントのサブレーベルとして大きく担っていた。
かつて、サザンオールスターズが1978年のデビューから1983年のタイシタレーベルが発足されるまでの5年間はこのレーベルの所属であった。
MCAビクター（現：ユニバーサルミュージックLLC）に所属した浜田麻里とLUNA SEAと中森明菜の原盤権は、Invitationレーベルのスタッフが出向して制作に関わっていた為、ビクターエンタテインメントが保有しているが、ユニバーサルミュージックLLCがビクターエンタテインメントに販売委託していた時期には、ユニバーサルミュージックLLCからコンピレーション・アルバムが発売された例がある。
本レーベル設立者の一人だった岩田廣之はMCAビクター発足時の社長。後にユニバーサルミュージック統合後の初代会長。

## XEO Invitation
1992年より一時期、同レーベル内に、XEO Invitation（ゼオインヴィテーション）（またの名をXEO、VICTOR XEOレーベル）という系列レーベルが存在したが、所属アーティストの移籍・活動停止などにより、自然と消滅していった。
このレーベルの発足当時の数ヶ月前より、同系列で母体であるInvitationレーベルもロゴマークを変更している（現在も使用されているもの）。

## Capitagon
1986年頃以来、所属アーティストのMVやライブ映像を上映していた無料ビデオコンサートシリーズ。

## 所属アーティスト
- 高橋真梨子（『the best ～new edition～』の2008年発売廉価盤〈VAL-162-3〉は帯のみビクターレーベルの表記）
- Lucy
- THE STREET BEATS

など

## かつて所属していたアーティスト
InvitationとXEO Invitationの両方に所属していた経歴のあるアーティストは、最後に所属していたレーベルの方に記載。

### Invitation
- アイリーン・フォーリーン（1988年に活動停止→1993年に再結成、現在は故郷の高知県を拠点に活動中）
- 阿川泰子（ビクターに移籍）
- 秋本奈緒美（1985年、東芝EMI / EXPRESSへ移籍。）
- UP-BEAT（SPEEDSTAR RECORDSに移籍→1995年解散）
- イースタン・ギャング（当初名：オリジナル・イースタン・ギャング。1980年末に活動終了。コンピレーション・アルバムではレーベルがビクターに変更される場合あり）
- 泉谷しげる（SPEEDSTAR RECORDS→ポリドール→自主レーベル→ポニーキャニオン）
- 伊東ゆかり（日本コロムビアから移籍→アルファ→キング（デビュー時のレーベルへ復帰）→ユニバーサル→BMG JAPANを経て、現在はフリー。ボックスセットなどのコンピレーション・アルバムではレーベルがビクターに変更される場合あり）
- ARB（1990年解散→1998年にユニバーサルビクターにて再結成→M&I COMPANYに移籍→2006年に活動休止。再発売作品によってはレーベルがSPEEDSTAR RECORDS、ビクターに変更される場合あり）
- ends（HAPPY HOUSE→POP STAR→M&I COMPANYに移籍）
- 岡林信康
- 岡安由美子
- CASCADE（ポリドールに移籍→2002年解散→2009年再結成）
- 金子美香
- 木戸やすひろ
- 京本政樹（ポリドール→トライクル。現在は本業の俳優業を優先しつつ、アーティストとしての活動も並行して行っている）
- kei-tee（シングル2枚、アルバム3枚を発売したのち、現在は歌手活動から引退し本名の角川慶子名義でタレント・ライターとして活動中）
- 久宝留理子（1998年～2001年）（EPIC・ソニーから移籍）
- 幻覚アレルギー（1997年活動休止）
- 櫻井哲夫
- 桜井ゆみ
- サザンオールスターズ（SPEEDSTAR RECORDS傘下のTAISHITAレーベルに移籍）
- THE MAD CAPSULE MARKETS（SPEEDSTAR RECORDSに移籍→ソニー・ミュージックレコーズに移籍→活動休止）
- サディスティックス
- シーナ&ザ・ロケッツ（アルファレコードからInvitationを経て、SPEEDSTAR RECORDSに移籍）
- 塩野健士
- 障子久美（1991年にRouxレーベルに移籍、1995年に日本コロムビアへ移籍)
- G.D.FLICKERS（Kitty Recordsに移籍）
- 頭脳警察
- SERIKA with DOG（解散）
- 高村亜留
- 多岐川裕美（テイチクから移籍。Invitationとの契約終了後、トーラスに移籍）
- ちあきなおみ（日本コロムビアから除籍後、CBS・ソニー（映画サウンドトラックで挿入歌2曲）→Invitation→テイチクに移籍→長期にわたり活動休止中）
- Dr.ドラゴン（筒美京平）（シングル「スーパーマン -SUPERMAN HE'S A MACHO-」のみ）
- DEAD END
- 東京エスムジカ
- 東京少年
- Doom
- Dragon Ash（HAPPY HOUSEに移籍→MOB SQUADに移籍）
- 鳴瀬喜博
- 野呂一生
- BUCK-TICK（マーキュリー・ミュージックエンタテインメント→Ariola Japan→ Lingua Sounda（徳間ジャパン→ビクター）に移籍。再発売作品、コンピレーションアルバムによってはHAPPY HOUSEに変更される場合あり）
- 浜田麻里（MCAビクター→マーキュリー・ミュージックエンタテインメント（移籍したが作品発売は中止）→ポリドール→meldac→2018年にビクターへ復帰。1989年発売のシングル「Return to Myself 〜しない、しない、ナツ。」は、本レーベルで初めてオリコンシングルチャート1位を獲得した作品）
- 原田千絵（1977年6月発売デビュー曲「夢のカリフォルニアまで」）
- hàl（ビクター内のRouxレーベルからInvitationへ移籍）
- 日暮し（日本コロムビアから移籍→1979年に解散後、榊原尚美は杉村尚美としてポリスターから再デビュー）
- BLACK CATS（→徳間ジャパンコミュニケーションズに移籍。1986年に解散後、1994年に再結成・徳間ジャパンより復帰後、トーラス、バンダイへの移籍を経て、1999年に再度解散）
- BLOODY IMITATION SOCIETY
- pate
- Betty Blue（1991年解散）
- BOØWY（徳間ジャパンに移籍→東芝EMIに移籍→1988年解散）
- 44MAGNUM（1989年4月4日解散）
- 松崎しげる（作品によりビクターとInvitationが混在、1987年に東芝EMIへ移籍）
- 松田優作（CD化・再発売の際はSPEEDSTAR RECORDS扱い）
- マルコシアス・バンプ（SPEEDSTAR RECORDSに移籍→1996年活動停止）
- 三上博史（BMGビクターに移籍後フリー。現在は本業の俳優業を優先しつつ、アーティストとしての活動も並行して行っている）
- やしきたかじん（コンピレーション・アルバムではレーベルがビクターに変更される場合があり。1992年にポリスターへ移籍→2010年にビクターへ復帰）
- りりィ（東芝EMIから移籍→BMG JAPANを経て音楽ユニット「Lily-Yoji（りりィあんどよーじ）」で日本コロムビアに移籍）
- レピッシュ（SPEEDSTAR RECORDSに移籍→ユニバーサルミュージックに移籍→BELO RECORDSに移籍）
- ヤンキース（1986 - 1988）

etc.

### XEO Invitation
- M-AGE（1994年解散。XEOレーベルが発足する1992年まではInvitationレーベルに所属。2021年に再結成）
- COALTAR OF THE DEEPERS（XEOレーベルより発売されたのは、1994年のアルバム「THE VISITORS FROM DEEPSPACE」のみ。その後は日本クラウンへの移籍を経て、現在はインディーズで活動）
- SCHAFT（アルバム2枚、ビデオ1本をXEOレーベルより発売後活動休止したが、その後も一時的に復活・活動することがある。BUCK-TICKの今井寿と、SOFT BALLETの藤井麻輝によるユニット）
- SOFT BALLET（1995年解散→2002年にワーナーミュージック・ジャパンにて再結成→2003年に再び活動停止。コンピレーション・アルバムによってはHAPPY HOUSEに変更される場合あり）
  - KEN MORIOKA（ソロアルバム1枚を1994年にリリース。）
- Nav Katze（1996年活動停止。XEOレーベルより発売されたのは1996年のアルバム「gentle & elegance」のみ。それ以前はInvitationレーベルに所属。但し作品によってはRoux、ビクターに変更される場合もあり）
- BRAIN DRIVE（1994年解散。1998年にメンバーの一人であった水田逸人のソロユニットとしてメルダックより活動再開。現在はインディーズで活動）
  - 水田逸人（1995年、ソロ・アルバム1枚をXEOレーベルからリリース）
- paint in watercolour（解散、引退）
- HOT TOASTERS
- 横山和俊

## 発売されたオムニバス
- DANCE 2 NOISEシリーズ

全6種類。001～003までがInvitation、004～006まではXEO Invitationより発売。

## 関連レーベル
- TAISHITAレーベル（ビクタータイシタ）

サザンオールスターズと所属メンバーの専用プライベート・レーベル。かつては本レーベル傘下だったが、1992年以降はSPEEDSTAR RECORDS傘下となっている。